# Kjetil Moen
Kjetil Moen (* 1976) ist ein ehemaliger norwegischer Skispringer.

## Werdegang
Moen gab sein internationales Debüt im Rahmen des Skisprung-Europacup im März 1993. In der nächsten Saison nahm er am neugeschaffenen Skisprung-Continental-Cup teil. Bereits in seiner ersten Saison sammelte Moen dort 89 Punkte und landete so auf Rang 84 der Gesamtwertung. In der folgenden Saison 1994/95 konnte er sich deutlich steigern. Mit insgesamt 559 Punkten wurde er Achter. Daraufhin bekam er zum Beginn der Saison 1995/96 am 3. Dezember 1995 in Lillehammer einen Startplatz im Skisprung-Weltcup. Als 35. verpasste er dabei eine Punkteplatzierung und blieb damit auch weiterhin im Continental Cup. In diesem erreichte er in der gesamten Saison 1995/96 mit 208 Punkten Platz 38 der Gesamtwertung.
Nachdem er im Sommer beim Skisprung-Grand-Prix 1996 mit 49 Punkten den 22. Gesamtrang erreichte, u. a. nach einem siebenten Platz in Predazzo, konnte er sich in Lillehammer zu Beginn der Saison 1996/1997 erneut einen Startplatz in den beiden Springen im Weltcup erarbeiten. Jedoch blieb er als 33. und 41. erneut hinter den Punkterängen zurück.
In der Folge konnte Moen nicht mehr an seine Erfolge anknüpfen und beendete nach fünf Jahren, bei denen er im Continental Cup nicht unter die Top 100 in der Gesamtwertung springen konnte, nach der Saison 2000/01 seine aktive Skisprungkarriere.
Von 2010 bis 2012 war er Trainer von Halvor Egner Granerud.

## Erfolge

### Grand-Prix-Platzierungen
| Saison | Platz | Punkte |
| ------ | ----- | ------ |
| 1996   | 022.  | 049    |

### Continental-Cup-Platzierungen
| Saison  | Platz | Punkte |
| ------- | ----- | ------ |
| 1993/94 | 084.  | 089    |
| 1994/95 | 008.  | 559    |
| 1995/96 | 038.  | 208    |
| 1996/97 | 148.  | 047    |
| 1997/98 | 170.  | 042    |
| 1998/99 | 301.  | 001    |
| 1999/00 | 147.  | 054    |
| 2000/01 | 224.  | 006    |